# Dżubb Chasara
Dżubb Chasara (arab. جب خسارة) – wieś w Syrii, w muhafazie Hama. W 2004 roku liczyła 300 mieszkańców.